# Yoshiobodes irmayi
Yoshiobodes irmayi är en kvalsterart som först beskrevs av Balogh och Sandór Mahunka 1969.  Yoshiobodes irmayi ingår i släktet Yoshiobodes och familjen Carabodidae. Inga underarter finns listade i Catalogue of Life.